# فيليكس أوبوك
فيليكس أوبوك (بالألمانية: Felix Auböck)‏ (مواليد 19 ديسمبر 1996) هو سبّاح نمساوي، مثّل بلاده في الألعاب الأولمبية الصيفية 2016.

## روابط خارجية
فيليكس أوبوك على موقع الاتحاد الدولي للسباحة (الإنجليزية)
- فيليكس أوبوك على موقع SwimRankings.net (الإنجليزية)
- فيليكس أوبوك على موقع اللجنة الأولمبية الدولية (الإنجليزية)
- فيليكس أوبوك على موقع أوليمبيديا (الإنجليزية)